# Marthe Bibesco
Marthe Bibesco, versión francesa de Marta Bibescu, nacida Marta Lucia o Marthe Lucie Lahovary (también escrito Lahovari) (Bucarest, 28 de enero de 1886-París, 28 de noviembre de 1973) fue una escritora rumana.

## Biografía

### Comienzos
Era la tercera hija del embajador rumano en París Ioan Lahovary y su esposa, la princesa griega Emma Lahovary (nacida Emma Maurocordato) y pasó su infancia en Baloteşti y Biarritz. En su presentación en sociedad en 1900, conoció a Fernando I de Rumania, con quien mantuvo una relación secreta de un año, más tarde se casó con George Valentin Bibescu (Bibesco), con quien tuvo una hija, Valentina, y mantuvo un matrimonio abierto al no poder concedérseles el divorcio.
Marthe pasó su infancia en las fincas familiares de los Lahovary en Baloteşti y en Biarritz. Su padre, que había sido educado en Francia, ocupó el cargo de embajador del Reino de Rumania en París y, más tarde, de ministro de asuntos exteriores de Rumania.
Marthe pasó los primeros años de su matrimonio bajo la tutela de su suegra, la princesa Valentine Bibesco (nacida condesa Riquet de Caraman-Chimay), lo que reforzó la extensa educación en historia y literatura europea que ya tenía Marthe. Una vieja campesina, Baba Uţa [Outza], se encargó de que también estuviera versada en las tradiciones y cuentos tradicionales rumanos. Mientras tanto, su marido, George, se entretenía con coches rápidos y otras mujeres, pero incrementando la fortuna de la familia al mismo tiempo.

### Antes de la Primera Guerra Mundial
A pesar de su amplio círculo de amigos, y el nacimiento de su hija Valentine en 1903, Marthe se aburría. En 1905, cuando George fue enviado por el rey rumano Carol I en una misión diplomática al Mozzafar-al-Din Shah de Irán, ella se embarcó con entusiasmo en el viaje, registrando sus observaciones en un diario. En el camino, se detuvo en Yalta, donde se encontró con el exiliado escritor ruso Maxim Gorki. Fue en 1908, a sugerencia de Maurice Barrès, que Marthe completó y publicó las impresiones de su viaje persa. Los críticos y escritores franceses quedaron entusiasmados y sorprendidos. El libro de memorias de viajes, Les huit paradis ("Los ocho paraísos"), la lanzó en una carrera de toda la vida como una exitosa escritora de no ficción y novelas. Se convirtió en el núcleo de la Belle Epoque en París, moviéndose fácilmente entre las élites del poder literario, aristocrático y político. Fue galardonada con el Premio de la Academia Francesa y se reunió con Marcel Proust, quien le envió una carta alabando su libro: "No eres sólo una espléndida escritora, princesa, sino una escultora de palabras, una música, una proveedora de olores, una poetisa."
De vuelta en Bucarest, en 1908, Marthe fue presentada al príncipe heredero alemán, Wilhelm. Wilhelm (que, a pesar de las referencias de Marthe a él como "el III", nunca iba a suceder a Wilhelm II) estaba casado, pero sin embargo escribió calurosamente cartas afectuosas a Marthe durante los siguientes quince años. Ella y su marido fueron invitados a Alemania, en otoño del mismo año, como invitados personales de Wilhelm, visitando Berlín, Potsdam, Weimar, y participando en la regata imperial en Kiel. A Marthe le fue concedido el honor supremo de acompañar a Wilhelm en la limusina imperial, al pasar por la Puerta de Brandenburgo, un derecho reservado a los miembros de la familia imperial. También intentaría involucrar a Marthe en las relaciones internacionales de la Europa de antes de la guerra, pidiéndole secretamente que fuera mediadora discreta entre Francia y Alemania sobre el asunto de Alsacia-Lorena.
Entre la nobleza europea, el divorcio era la muerte social, por ello Marthe y George continuaban en lo que a veces era en realidad una asociación de apoyo mutuo, persiguiendo sus propios intereses. El príncipe francés Charles-Louis de Beauvau-Craon se enamoró de Marthe, un romance que duró una década. En París, también se encontró con el abad católico Mugnier, que la convirtió de su fe ortodoxa oriental, y comenzó una extensa, franca correspondencia con él que iba a durar 36 años.
Extenuada por tantas decepciones sentimentales, Marthe se retiró a Argelia, entonces parte del imperio colonial francés, para quedarse con una tía de su marido (Jeanne Bibesco), pensando en divorciarse de George y ligarse al príncipe de Beauvau-Craon. Sin embargo, ella sentía que no podía hacerlo. George demostraría ser sorprendentemente generoso y comprensivo, dándole el Palacio Mogoşoaia en 1912.
Un par de meses antes de la Primera Guerra Mundial, Marthe visitó España siguiendo las huellas de Chateaubriand, su escritor francés favorito. En mayo, regresó a su país para saludar al emperador ruso Nicolás II y su familia, que visitaban el país después de ser invitados por la princesa María, esposa del príncipe Fernando.

### Gloria literaria
En marzo de 1915, Marthe conoció a Christopher Thomson, el agregado militar británico, en una velada del Palacio Real. Él estaba maniobrando para que Rumania se uniera a los aliados (aunque no estaba de acuerdo con esa política, pues Rumania no estaba preparada para la guerra). Él permaneció dedicado a ella por el resto de su vida. Se escribían regularmente, y ella le dedicó cuatro libros indicándole por sus iniciales "C.B.T." Más tarde fue un par laborista, y Secretario de Estado del Aire. Ella visitó el sitio de su muerte en el accidente del dirigible R101 en diciembre de 1930 con su amigo común el abad Mugnier.
Cuando Rumania entró por fin en la guerra en el lado aliado en 1916, Marthe trabajó en un hospital de Bucarest hasta que el ejército alemán incendió su casa en Posada, en las montañas de Transilvania. Entonces huyó del país para reunirse con su madre y su hija en Ginebra después de una cuarentena, impuesta por los ocupantes alemanes, en Austria-Hungría (como huésped de la familia principesca de Thurn und Taxis en Latchen). Allí siguió escribiendo. Durante la mayor parte de su vida, escribió todas las mañanas hasta la hora del almuerzo: solo sus diarios llenaban 65 volúmenes.
En Suiza, comenzó a trabajar en Isvor, pays des saules ("Isvor, tierra de los sauces"). Fue la obra maestra rumana de Marthe, en la que transmitió brillantemente la vida cotidiana y las costumbres de su pueblo, la extraordinaria mezcla de superstición, filosofía profunda, resignación y esperanza, y la interminable lucha entre las antiguas creencias paganas y la fe cristiana.
La tragedia no perdonó a Marthe, ya que su hermana menor y su madre se suicidaban en 1918 y 1920 respectivamente.
Para los Bibesco la vida después de la guerra era más cosmopolita que rumana. Entre sus amigos literarios y conocidos, Marthe contó a Jean Cocteau, a Paul Valéry, a Rainer Maria Rilke, a François Mauriac, a Max Jacob, y a Francis Jammes. En 1919, Marthe fue invitada a la boda del príncipe Antoine Bibesco en Londres con Elizabeth Asquith, hija del ex primer ministro del Reino Unido, H. H. Asquith, más adelante duque de Oxford y Asquith. La princesa Elizabeth Bibesco, que murió en Rumania durante la Segunda Guerra Mundial, está enterrada en la bóveda de la familia Bibesco en los terrenos de Mogoşoaia. Durante muchos años, Marthe ocupó un apartamento en la casa Quai Bourbon del príncipe Antoine, donde ocupó los salones literarios y políticos.
Durante este período de posguerra reconstruyó Posada, su casa de montaña, y comenzó a restaurar la otra finca familiar, Mogoşoaia, un palacio construido en estilo bizantino. Una vez más en Londres, conoció a Winston Churchill en 1920, iniciando una cálida amistad que duraría hasta su muerte en 1965. Cuando su hija Valentine se casó con el príncipe rumano Dimitrie Ghika-Comăneşti (24 de noviembre de 1925) en una deslumbrante ceremonia tradicional, asistieron tres reinas (La reina madre Sofía de Grecia, la princesa consorte Aspasia Manos de Grecia y la reina Marie de Yugoslavia).
Cada nuevo libro suyo que apareció –Le perroquet vert (1923), Catalina-París (1927), Au bal avec Marcel Proust (1928)– era aclamado. Marthe gravitó hacia el poder político más que cualquier otra cosa. Sin olvidar al antiguo Kronprinz, Marthe tuvo un breve amor con Alfonso XIII de España y otro con el socialista francés Henry de Jouvenel. En este último caso, las diferencias de clase rompieron su relación, algo que Marthe utilizó como base de su novela Égalité ("Igualdad", 1936). El primer ministro del Reino Unido, Ramsay MacDonald, la encontró fascinante. Lo visitaba a menudo en Londres y era su invitado en Damas. Le escribió muchas cartas conmovedoras y tiernas. Su estrecha amistad terminó solo con su muerte.
Acompañando a George, que por entonces probaba aviones rápidos –además de sus numerosas mujeres– Marthe voló por todas partes: el Reino Unido (contó entre sus amigos el duque de Devonshire Edward Cavendish, el duque de Sutherland George, Vita Sackville-West, Philip Sassoon, Enid Bagnold, Violet Trefusis, Lady Leslie y miembros de la familia Rothschild), Bélgica, Italia (donde conoció a Benito Mussolini en 1936), la colonia italiana de Tripolitania (Libia), Estambul, Estados Unidos (en 1934, invitados de Franklin D. Roosevelt y su esposa Eleanor), Ragusa, Belgrado y Atenas.
Lo que ella escribía fue un éxito de crítica y también se vendió bien. Pero el dinero no era suficiente para cubrir los fuertes gastos de su proyecto Mogoşoaia (donde el pavimento del Gran Salón está cubierto de oro), por lo que comenzó a escribir romances populares bajo el seudónimo de Lucile Décaux y artículos para revistas de moda bajo su propio nombre. Tenía un contrato a largo plazo con The Saturday Evening Post y Paris-Soir. En las décadas de los 20 y los 30, el Palacio de Mogoşoaia se convirtió en la segunda Liga de Naciones, como dijo el ministro francés de Asuntos Exteriores, Louis Barthou. Allí, anualmente, Marthe acogió a la realeza (entre otros, Gustavo V de Suecia y la Reina de Grecia), la aristocracia (príncipe Faucigny-Lucinge, príncipe de Ligne, Churchill, Cahen d'Anvers), políticos y ministros, diplomáticos y escritores (Paul Morand, Antoine de Saint-Exupéry).
A medida que los vientos de la guerra comenzaron de nuevo a barrer por toda Europa, la princesa comenzó a prepararse. Visitó Alemania en 1938 para ver a Wilhelm, y fue presentada a Hermann Göring. Visitó el Reino Unido en 1939 para encontrar George Bernard Shaw. Su nieto mayor, John-Nicholas Ghika-Comăneşti, fue enviado a la escuela en Inglaterra en el mismo año (no volvería a ver su patria durante 56 años). Rumania entró en la guerra en 1941, esta vez en el lado perdedor.
El príncipe Jorge III Bibesco murió el 2 de junio de 1941. Su relación se fortaleció durante su enfermedad, aunque mantuvo a sus amantes. Después de visitar París y Venecia, visitó los lugares más secretos de Turquía en 1943, junto con su primo, el príncipe Barbu II Ştirbey (Barbo Stirbey), tratando de negociar el retiro de Rumania de la Segunda Guerra Mundial. Cuando el Ejército Rojo invadió su país, Marthe tenía un pasaporte y conexiones que le permitían marcharse el 7 de septiembre de 1945. Irónicamente, no fue Marthe sino la esposa de su primo Antoine Bibesco, Elizabeth, la última Bibesco a ser enterrada en los terrenos de Mogoşoaia después de su muerte muerte el 7 de abril de 1945. Ni Marthe ni Antoine volverían a Rumania. Cuando el gobierno comunista tomó el poder en 1948, confiscó todas las propiedades de los Bibesco. Pasó el resto de su vida en París e Inglaterra.

### Exilio
Posteriormente, su hija Valentine y su marido fueron liberados de la detención rumana en 1958, y se permitió su paso a Gran Bretaña, donde Marthe, ahora totalmente independiente por los ingresos de su escritura, les compró una casa, la residencia de Tullimaar en Perranarworthal en Cornwall. Ella permaneció en París, viviendo primero en el Hotel Ritz (1946-1948), luego en su apartamento en el 45, Quai de Bourbon. En 1955, fue nombrada miembro de la Academia Belga de Lengua y Literatura Francesa, en el asiento que anteriormente tenía Anna de Noailles (nacida Bibesco, princesa Bassaraba de Brancovan). En 1962 Marthe recibió el premio de la Legión de Honor. En 1960 apareció su novela (27 años de gestación), La Nymphe Europe, que era en realidad su autobiografía, que fue publicada por Plon.
En esa época la gran dama, disfrutó de su última gran amistad con un poderoso líder, Charles de Gaulle, que la invitó en 1963 a una recepción del Palace de Élysée en honor de los Soberanos suecos. De Gaulle también llevó una copia de Isvor, pays des saules con él cuando visitó Rumania en 1968, y le dijo en el mismo año: "... usted me personifica Europa". Marthe tenía 82 años. 
Murió el 28 de noviembre de 1973 en París.
En enero de 2001, una encuesta nacional de las mujeres más influyentes de la historia de Rumania puso a la princesa Marthe Bibesco en la primera posición como mujer del Milenio y del siglo XX.

## Obra
- Les huit paradis : Perse, Asie mineure, Constantinople... (1908)
- Alexandre asiatique, ou l'histoire du plus grand bonheur possible (1912)
- Isvoru, le pays des saules (1923)
- Le Perroquet Vert (1923)
- Une visite à la Béchellerie... (1924)
- Le perroquet vert (1924)
- Le destin du lord Thomson of Cardington (1927)
- Une victime royale, Ferdinand de Roumanie (1927)
- Catherine-Paris (1927)
- La Turquoise (1928)
- Au bal avec M. Proust (1928)
- Noblesse de robe (1928)
- Jour d'Égypte (1929)
- Royal portraits
- Portraits d'hommes : Ferdinand de Roumanie, Herbert Henry Asquith, Anatole France, Jean Lahovary (1929)
- Pages de Bukovine et de Transylvanie (1930)
- Pourquoi j'écris ? De peur d'oublier la vie (1930)
- Croisade pour l’anémone (1931)
- Le Destin de Lord Thomson of Cardington, suivi de Smaranda (1932)
- Lettres d'une fille de Napoléon (Fontainebleau et Windsor), 1853-9 (1933)
- Un roi des sommets : Albert Ier de Belgique (1934)
- Une fille inconnue de Napoléon... (1935)
- Le rire de la Naïade (1935)
- Égalité (romance) (1935) (Publicado en español como Igualdad, "Blanco y Negro", 1935)
- Le tendre amour de Napoléon, Marie Walewska (1936) (como "Lucile Decaux")
- Images d'Épinal (1937)
- Charlotte et Maximilien, les amants chimériques (como "Lucile Decaux")
- Katia, le démon bleu du tsar Alexandre (1938) (como "Lucile Decaux")
- Louison, le bel amour du dernier roi de France (1938) (como "Lucile Decaux)
- Feuilles de calendrier (1939)
- Loulou, prince impérial (1939) (como "Lucile Decaux")
- Pont-l'Abîme ou la Grande passion de la duchesse de Baume (1947) (como "Lucile Decaux")
- Le Voyageur voilé, Marcel Proust. Lettres au duc de Guiche et documents inédits (1947)
- La Duchesse de Guermantes, Laure de Sade, Comtesse de Chevigné... (1950)
- Théodora, le cadeau de Dieu (1953)
- Les Appartements du Baron de Redé en l'Hôtel Lambert (1954) (con René Héron de Villefosse)
- La Vie d'une amitié... (1951 - 1957)
- Churchill ou le Courage (1956)
- Elizabeth II (1957)
- La Nymphe Europe. Livre 1. Mes vies antérieures... (1960)
- Le Confesseur et les poètes : avec des lettres inédites de Jean Cocteau, Marcel Proust, Robert de Montesquiou, Paul Valéry et Maurice Baring à l'abbé Mugnier (1970)
- Échanges avec Paul Claudel : nos lettres inédites (1972)
- Où tombe la foudre (1976)

## Membresías
- 1908 Académie française
- 1955 Académie royale de Belgique
- 1958 Académie des Jeux Floraux de Toulouse
- 1962 Légion d'Honneur